# Дзамоєв Григорій Сергійович
Григорій Сергійович Дзамоєв (Дзамоян) (вірм. Գրիգորի Սերգեյի Ձամոև; 1885–1937) — вірменський політичний і державний діяч, дипломат. Доктор права. Жертва сталінського терору.

## Біографія
Народився у 1885 році в Тіфлісі в вірменській родині. Отримав юридичну освіту. Член партії Дашнакцутюн.
1 жовтня 1918 року призначений послом Вірменії в Українській Державі. 17 жовтня 1918 року прибув до Києва як повноважний представник Вірменії, що фактично й означало визнання суверенітету Вірменії та встановлення дипломатичних відносин.
Збереглося клопотання МЗС України до голови Позавідомчої ревізійної комісії забезпечити для вірменського посла дві кімнати «в одному з найкращих готелів в центрі Києва, через те що це є справою політичної ваги». Зазначимо, що Г. С. Дзамоян у червні 1918 року повинен був поїхати у Москву для вирішення питання 30 тис. вірменських біженців, що знаходились в Астрахані, але виходячи з об'єктивних політичних причин, він не виконав свою місію і залишився в Києві.
19 листопада 1918 року подав вірчу грамоту міністру закордонних справ Української Держави Георгію Афанасьєву, у свою чергу український уряд зазначив «відноситися до представника Вірменії таким чином, як до Швейцарії, Італії, Болгарії та інших держав»
Після окупації Вірменії Радянською Росією, проживав в Алма-Аті, де працював юрисконсультом.
20 грудня 1934 року заарештований УДБ УНКВС Казахської РСР.
9 березня 1935 року засуджений особливою нарадою НКВС СРСР до п'яти років виправно-трудових таборів. Ст. 58-10, 58-11 УК РРФСР.
Відбував покарання на Соловках. Особливою трійкою УНКВС ЛО 9 жовтня 1937 року засуджений до страти через розстріл.
3 листопада 1937 року страчений в Карелії (Сандармох).
8 липня 1989 року реабілітований Прокуратурою Казахської РСР, підстава: Указ ПВС СРСР від 16.01.1989.